# Der RTL Comedy Grand Prix
Der RTL Comedy Grand Prix war eine deutsche Comedyshow, die von Constantin Entertainment produziert wurde. Die erste Ausgabe wurde am 18. November 2011 ausgestrahlt. Moderiert wurde die Sendung zunächst von Daniel Hartwich, von 2015 bis 2018 von Oliver Geissen. 2013 war sie für den Deutschen Comedypreis in der Kategorie Bestes Comedyevent nominiert. In der Show treten Nachwuchs-Komiker auf, von welchen anschließend ein Sieger gewählt wird.

## Ablauf
Zuvor werden von einer Jury je zwei Nachwuchs-Comedians ausgewählt, die zunächst ein Auswahl-Verfahren und verschiedene Aufgaben bestehen müssen. In der Show präsentieren sie jeweils ein Kurzprogramm. Am Ende der Sendung wird der Sieger vom Studiopublikum gewählt. Der Preis ist neben einem Pokal ein Comedy-Workshop in New York City und eine Tourbegleitung bei einem der Juroren.

## Mitwirkende
| Staffel | Jury          | Jury              | Jury                    | Moderation      |
| ------- | ------------- | ----------------- | ----------------------- | --------------- |
| 1       | Kaya Yanar    | Cindy aus Marzahn | Eckart von Hirschhausen | Daniel Hartwich |
| 2       | Kaya Yanar    | Cindy aus Marzahn | Eckart von Hirschhausen | Daniel Hartwich |
| 3       | Kaya Yanar    | Mirja Boes        | Eckart von Hirschhausen | Daniel Hartwich |
| 4       | Kaya Yanar    | Mirja Boes        | Eckart von Hirschhausen | Oliver Geissen  |
| 5       | Kaya Yanar    | Mirja Boes        | Paul Panzer             | Oliver Geissen  |
| 6       | Bülent Ceylan | Mirja Boes        | Chris Tall              | Oliver Geissen  |
| 7       | Martin Rütter | Ilka Bessin       | Chris Tall              | Oliver Geissen  |

## Sieger
- 2011: Markus Krebs
- 2013: Chris Tall
- 2014: Ingmar Stadelmann
- 2015: Vincent Pfäfflin
- 2016: Salim Samatou
- 2017: Der Storb
- 2018: Thorsten Bär

## Quoten
| Folge   | Jahr | Zuschauer Gesamt | 14 bis 49 Jahre | Marktanteil Gesamt | 14 bis 49 Jahre | Quelle |
| ------- | ---- | ---------------- | --------------- | ------------------ | --------------- | ------ |
| Folge 1 | 2011 | 2,91 Mio.        | 1,67 Mio.       | 11,8 %             | 16,0 %          | [ 2 ]  |
| Folge 2 | 2013 | 3,43 Mio.        |                 | 12,8 %             | 19,4 %          | [ 3 ]  |
| Folge 3 | 2014 | 3,02 Mio.        | 1,79 Mio.       | 14,3 %             | 20,3 %          | [ 4 ]  |
| Folge 4 | 2015 | 3,16 Mio.        | 1,55 Mio.       | 10,8 %             | 14,1 %          | [ 5 ]  |